# Isla Jinyin
Isla Jinyin o Isla del Dinero (en chino: 金银岛; en vietnamita: Quang Ảnh o bien: Ðảo Vính Lạc) es la isla más suroccidental, en el Grupo de la Media Luna, del archipiélago de las Islas Paracel. Se eleva a una altura de 6 metros y está cubierto de maleza. En el lado oriental de la isla se encuentra un extenso arrecife, que contiene una laguna central, pero es más que todo un arrecife sumergido durante la marea alta. Dentro de la laguna, las áreas abiertas varían en profundidad de 7 a 20 m. El cayo de arena en el extremo sureste del arrecife es el punto más alto del arrecife.